# Per amore. Rifondazione della fede
Per amore. Rifondazione della fede è un saggio di Vito Mancuso pubblicato dalla Mondadori nel 2005 nella collana Uomini e religioni con il titolo Per amore e il sottotitolo Rifondazione della fede, nel 2008 negli Oscar e in ristampa nel 2010 con il solo titolo Rifondazione della fede. L'autore chiarisce ciò che si deve intendere per fede, ne riscrive la nozione, che non è quella che fino ad ora si è intesa, dono o grazia, ma risposta consapevole e libera ad un bisogno che si trova all'interno dell'uomo, di affidarsi a qualcosa di grande che viene inteso come bene. L'idea del bene si configura come forza di amore, capace di determinare l'evoluzione umana nella dimensione dello spirito che è la dimensione divina. Questa dinamica di accrescimento di essere avviene in un ambiente di libero consenso e fiducia che è apertura ed uscita da sé, lavoro incessante, che permette di superare i condizionamenti delle catene che legano l'uomo alla necessità naturale e storica.   
Posta la fede come condizione umana, l'autore analizza lo specifico della fede in Dio che, diversamente ad ogni altro tipo di fede, guarda all'unità, si cura del vero e dell'intero del mondo e degli uomini, del senso del tutto, e si configura come la rivolta nei confronti di tutto il male che sta nella natura e nella storia. La fede in Dio nasce per amore degli uomini e del loro bene, va alla ricerca della verità di questo amore e di questo bene, è amore del bene. È questo lo specifico del cristianesimo, un Dio come bene.   
Questa idea fonda la superiorità del Cristianesimo sulle altre religioni perché Cristo è colui che immette nella storia e nella natura, "la forza che discende dal bene e che si chiama amore, una forza che la natura e la storia non conoscono e che per questo è sovra-naturale".
(Vito Mancuso - Per amore. Rifondazione della fede. 2010, pag.174)
Tale fondazione coinvolge tutti gli elementi fondamentali della vita dell'uomo facendo emergere le potenzialità dell'agire umano e delineando scenari nuovi nel modo di intendere il mondo, il rapporto col divino, l'anima e la sua destinazione, il problema del male, il bene. 
L'opera ha una prefazione del 2008 che precisa i termini del problema e la sua evoluzione, si sviluppa attraverso sette capitoli (Il problema. Il mondo. Il peccato del mondo. Il bene. Il male. L'anima. La fede.) ed è completata da una sintesi finale (Le formule fondamentali) che riassume la costituzione di base dell'uomo come essere nella natura e nel mondo umano. La costruzione della nuova teologia è condotta con rigore logico e passione.

## Edizioni
- Vito Mancuso, Per amore. Rifondazione della fede, 2005, Mondadori
- Vito Mancuso, Rifondazione della fede, 2010, Oscar Mondadori (ristampa)